# Karl Buresch
Karl Buresch (Groß-Enzersdorf, Baja Austria, 12 de octubre de 1878-Viena, 16  de septiembre de 1936) fue un abogado y político socialcristiano austríaco.

## Orígenes y primeros cargos
Hijo de un comerciante, a consecuencia de la temprana muerte de su padre tuvo que financiar sus estudios a través de clases particulares. Tras un periodo de prácticas en un conocido despacho de abogados de Viena, comenzó a ejercer como abogado en su municipio. En 1909, como miembro del Partido Socialcristiano fue elegido para el ayuntamiento, y entre 1916 y 1919 fue alcalde de Groß-Enzersdorf. En 1919 fue elegido para la Asamblea Nacional Constituyente de Austria, y entre 1920 y 1924 fue diputado en el Consejo Nacional.
En el verano de 1922 Buresch se convirtió en gobernador (Landeshauptmann) de Baja Austria tras la dimisión de Johann Mayer. Ocupó este cargo hasta su nombramiento como canciller federal en junio de 1931, y de nuevo entre mayo de 1932 y mayo de 1933. Como gobernador, defendió con decisión y éxito los intereses financieros de su estado, especialmente en contraposición con Viena, que estaba gobernada por los socialdemócratas. Sin embargo, en el mismo estado de Baja Austria existió hasta 1934 una colaboración con los socialdemócratas. La relación de Buresch con su oponente socialdemócrata Oskar Helmer fue descrita como cordial. Especialmente entre 1929 y 1930, Buresch se acercó políticamente al Heimwehr. En el contexto de las tendencias autoritarias de la época, Buresch inició en 1932, como canciller federal, una campaña para la reimplantación de la pena de muerte a través de un referéndum. Fracasó en ello por la oposición de los socialdemócratas y de la todavía no censurada prensa liberal y de izquierdas.

## Escándalos
El nombre de Buresch estuvo relacionado también con una serie de escándalos financieros de la Primera República. El banco Niederösterreichische Bauernbank, a cuyos socios fundadores Buresch había realizado pagos en 1920, se encontró en serias dificultades en 1924 por su participación en la fracasada ola de especulación contra el franco francés, y finalmente tuvo que ser fusionado con el Banco Central de las Cajas de Ahorros Alemanas (Centralbank der deutschen Sparkassen). En este sentido, hubo una campaña de prensa contra Buresch en octubre de 1926, que incluyó también recriminaciones de enriquecimiento personal. También se le asoció con el conocido como “Escándalo Newag“ de 1932 (Buresch había sido presidente de esta compañía eléctrica entre 1925 y 1933). Asimismo, en 1933 se le asoció con el especulador Siegmund Bosel, que, según se decía, debía a la Caja Postal de Ahorros (Postsparkasse) unos cien millones de chelines desde los años 20, y fue conocido como “tomador” (Nehmer) en relación con el “Escándalo Phoenix” de 1936.
A finales de 1929, presidió el comité parlamentario encargado del estudio de la reforma de la Constitución austríaca de 1920.

## Canciller federal
En el apogeo de la Gran Depresión y en medio de la catástrofe del Creditanstalt desatada en mayo de 1931, el 20 de junio se confió a Karl Buresch la formación de gobierno, tras el fracaso de Ignaz Seipel, a quien el presidente de la república había encargado forjar una alianza de todos los partidos parlamentarios a excepción de la Heimwehr. Se le consideraba un moderado, con buenas relaciones con la oposición socialista. Su Gobierno actuó como gabinete de transición. Como en el anterior gabinete de Ender al que sucedió, el de Buresch era una liga de socialcristianos, pangermanos y la Landbund.
La crisis del Creditanstalt, los graves problemas de balanza de pagos y la difícil posición de la empresa estatal de ferrocarriles (Österreichische Bundesbahnen, ÖBB) preocupaban al gabinete y precisaron de medidas correctoras. El Gobierno tuvo que enfrentarse a gravísimos problemas económicos y financieros, debidos tanto a la Gran Depresión como causas nacionales: las finanzas del país se encontraban en graves apuros, a pesar de los préstamos de emergencia recibidos, el paro había crecido un 28 % respecto del año anterior y el comercio exterior se reducía rápidamente. Para conseguir estabilizar la situación financiera de la nación el 7 de agosto el canciller solicitó a la Sociedad de Naciones un gran préstamos de doscientos cincuenta millones de chelines.
Se produjeron también problemas de política interior, tales como el golpe de Estado de Walter Pfrimer, un dirigente del Heimwehr de la región de Estiria, en septiembre de 1931 —precisamente cuando la Sociedad estudiaba la petición de crédito del canciller—, y la creciente agitación por parte de los nacionalsocialistas. Dos días después del golpe, la Sociedad accedió a otorgar el préstamo que habían solicitado los austriacos, pero solamente a cambio de que Buresch aprobase grandes e impopulares recortes presupuestarios. Los socialistas se negaron a ingresar en el Gobierno como propuso Buresch, pero, en la práctica, colaboraron con el gabinete en la aprobación de las medidas exigidas, como el resto de partidos a excepción de la Heimwehr. En octubre, se aprobó la reducción de los salarios de todos los empleados públicos entre un 4 % y un 6 % y se crearon nuevos impuestos. Los intentos de obtener el ansiado crédito de estabilización fracasaron por la oposición francesa: Francia estaba disgustada por el proyecto de unión aduanera con Alemania que acababa de fracasar.
La disgregación de los pangermanos y la incapacidad de obtener el préstamo internacional llevaron a la renuncia de Buresch el 27 de enero de 1932. Dos días más tarde, Buresch volvió a formar gobierno, pero ya sin Schober, considerado mal visto por Francia por su protagonismo en el plan de unión aduanera. Finalmente se produjo la ruptura de la alianza con los partidarios de la Gran Alemania (Großdeutschland), y se llegó a un gobierno en minoría conocido como Buresch II, que fue considerado más débil y como transición más probable a una dictadura de Ignaz Seipel. Solo setenta y cinco diputados —los socialcristianos y los de la Landbund— de los ciento sesenta y cinco de la Cámara Baja sostenían el nuevo Consejo de Ministros presidido por Buresch. La actividad del nuevo Gobierno fue escasa: el nuevo vicecanciller, Wrinkler, trató de desarmar a las formaciones paramilitares, pero la Heimwehr frustró el proyecto. La situación económica continuó empeorando.
En abril de 1932, trató, nuevamente en vano, de que los socialistas pasasen a formar parte del Gobierno; en respuesta, Otto Bauer reclamó elecciones, acción de la que más tarde se arrepintió. La dimisión del gabinete Buresch II a comienzos de mayo de 1932 resultó, a la vista de las elecciones a los parlamentos regionales de Viena, Baja Austria y Salzburgo del 24 de abril de 1932, en la victoria de los nacionalsocialistas, un leve retroceso de los socialdemócratas y una severa caída de otros partidos.

## Últimos cargos
Tras once meses en la Cancillería Federal, Buresch regresó a su cargo como gobernador de Baja Austria, en el que también intentó, con escaso éxito, resistir las autoritarias tendencias de gobierno de la época. La política de consenso de Buresch se dirigió más hacia los nacionalsocialistas que hacia los socialdemócratas. Como ministro de Finanzas de un Estado autoritario (1933-1935) consiguió algunos éxitos de política económica, tales como el préstamo Treffer (Trefferanleihe) de 1933. Sin embargo, la estabilidad de la moneda se consiguió solo a través de unas tasas de desempleo elevadas. En la primavera de 1933, fue uno de los representantes austriacos que viajó a Alemania a tratar con el encargado de los asuntos austriacos, Theo Habicht un posible acuerdo que pusiese fin a las graves tensiones entre los dos países.
La última función de Buresch fue la de gobernador de la Caja Postal de Ahorros austríaca a partir de enero de 1936. Esta labor estuvo empañada hasta su muerte por el “Escándalo Phoenix“ y por el affaire Bosel, que se encontraba nuevamente en los tribunales. Su repentina muerte ha sido asociada con frecuencia con la consiguiente depresión. El jefe de prensa federal Eduard Ludwig mencionó en sus memorias una sobredosis de tranquilizantes.
Buresch fue miembro del K.H.V. Welfia Klosterneuburg, organización que en aquel entonces pertenecía a la Unión de Asociaciones de Estudiantes Alemanes Católicos (Cartellverband der katholischen deutschen Studentenverbindungen, CV), conocida actualmente como Österreichischer Cartellverband, ÖCV.
| Predecesor: Otto Ender | 13.º canciller de Austria 20 de junio de 1931-20 de mayo de 1932 | Sucesor: Engelbert Dollfuss |